# Amanvillers
Amanvillers (prononcé [amɑ̃vile] ; en allemand Amanweiler) est une commune française rattachée à l'Eurométropole de Metz, située en Lorraine, dans le département de la Moselle en région Grand Est.

## Géographie
Le village d'Amanvillers est situé au débouché de la Vallée de Montvaux, à 15 km environ au nord-ouest de Metz, à une altitude moyenne de 320 m. C'est l'une des entrées du Pays Haut. Amanvillers a comme annexes les fermes de Champenois, de Montigny la Grange et de Saint-Vincent.

### Hydrographie
La commune est située dans le bassin versant du Rhin au sein du bassin Rhin-Meuse. Elle est drainée par le ruisseau de Montvaux.
Le ruisseau de Montvaux, d'une longueur totale de 11,2 km, prend sa source dans la commune de Saint-Privat-la-Montagne et se jette  dans le Fossé des Vieilles Eaux à Moulins-lès-Metz, après avoir traversé six communes.

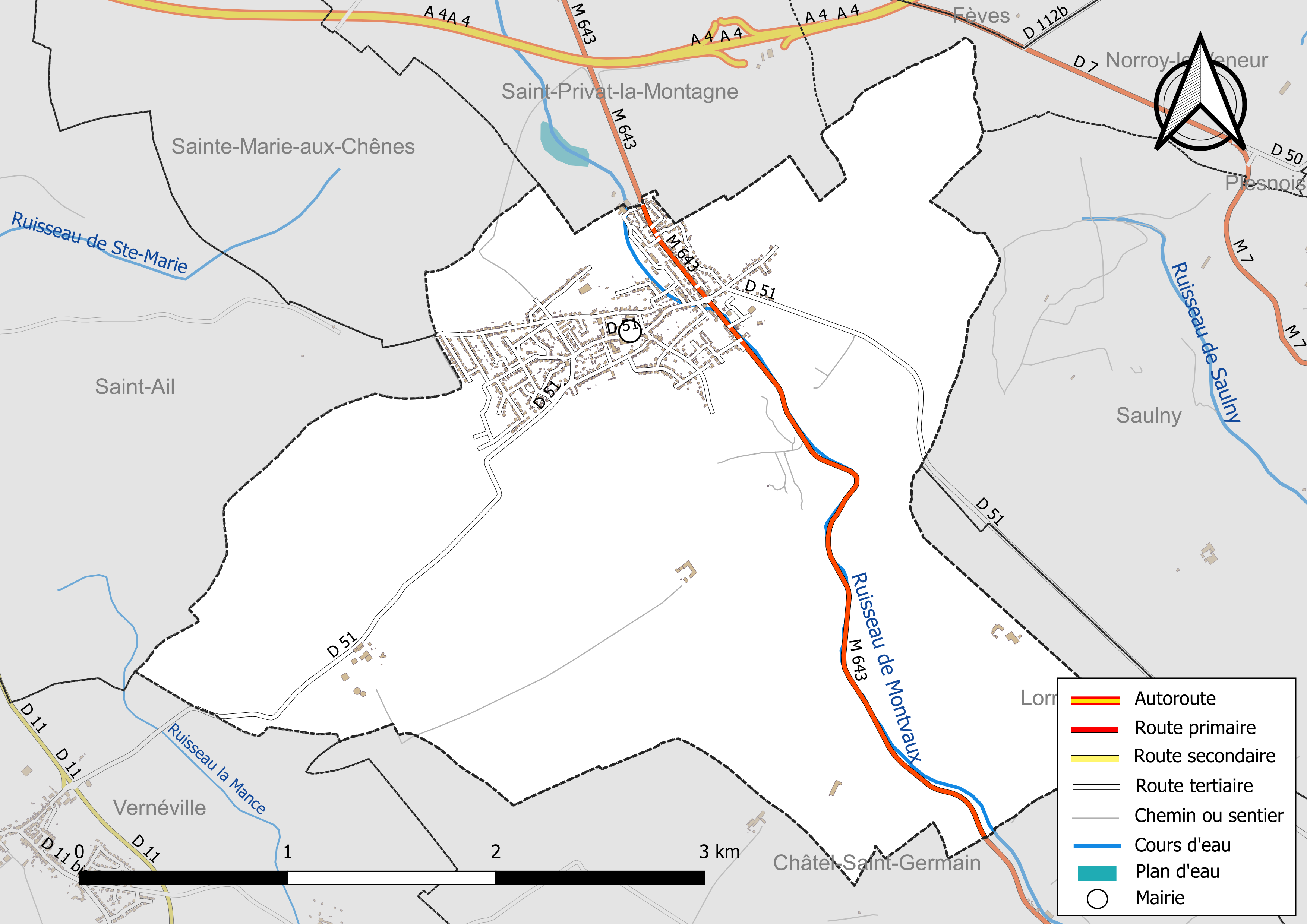
Réseaux hydrographique et routier d'Amanvillers.

La qualité des eaux des principaux cours d’eau de la commune, notamment du ruisseau de Montvaux, peut être consultée sur un site dédié géré par les agences de l’eau et l’Agence française pour la biodiversité.

## Accès

### Par route
- A4 (sortie Sainte-Marie-aux-Chênes) ou A31 (sortie Moulins-lès-Metz).

### Par bus
Réseau Le Met’ :
- P 106  depuis Metz
- S 299  (en direction de Metz uniquement).

### Par car
- Aucune desserte par car, hormis en services scolaires.

### Par train
- Aucune desserte ferroviaire.

### Climat
Pour des articles plus généraux, voir Climat du Grand Est et Climat de la Moselle.
En 2010, le climat de la commune est de type climat de montagne, selon une étude du Centre national de la recherche scientifique s'appuyant sur une série de données couvrant la période 1971-2000. En 2020, Météo-France publie une typologie des climats de la France métropolitaine dans laquelle la commune est exposée à un climat semi-continental et est dans la région climatique Lorraine, plateau de Langres, Morvan, caractérisée par un hiver rude (1,5 °C), des vents modérés et des brouillards fréquents en automne et hiver.
Pour la période 1971-2000, la température annuelle moyenne est de 9,3 °C, avec une amplitude thermique annuelle de 16,9 °C. Le cumul annuel moyen de précipitations est de 854 mm, avec 12,6 jours de précipitations en janvier et 9,3 jours en juillet. Pour la période 1991-2020, la température moyenne annuelle observée sur la station météorologique de Météo-France la plus proche, « Doncourt-lès-Conflans », sur la commune de Doncourt-lès-Conflans à 8 km à vol d'oiseau, est de 10,7 °C et le cumul annuel moyen de précipitations est de 710,3 mm. 
La température maximale relevée sur cette station est de 40,9 °C, atteinte le 25 juillet 2019 ; la température minimale est de −16,5 °C, atteinte le 26 décembre 2010,,.
Les paramètres climatiques de la commune ont été estimés pour le milieu du siècle (2041-2070) selon différents scénarios d'émission de gaz à effet de serre à partir des nouvelles projections climatiques de référence DRIAS-2020. Ils sont consultables sur un site dédié publié par Météo-France en novembre 2022.

## Urbanisme

### Typologie
Au 1er janvier 2024, Amanvillers est catégorisée bourg rural, selon la nouvelle grille communale de densité à sept niveaux définie par l'Insee en 2022.
Elle appartient à l'unité urbaine d'Amanvillers, une unité urbaine monocommunale constituant une ville isolée,. Par ailleurs la commune fait partie de l'aire d'attraction de Metz, dont elle est une commune de la couronne,. Cette aire, qui regroupe 245 communes, est catégorisée dans les aires de 200 000 à moins de 700 000 habitants,.

### Occupation des sols
L'occupation des sols de la commune, telle qu'elle ressort de la base de données européenne d’occupation biophysique des sols Corine Land Cover (CLC), est marquée par l'importance des territoires agricoles (71 % en 2018), en diminution par rapport à 1990 (72,1 %). La répartition détaillée en 2018 est la suivante : 
terres arables (65,2 %), forêts (21,3 %), zones urbanisées (7,7 %), prairies (5,5 %), zones agricoles hétérogènes (0,3 %). L'évolution de l’occupation des sols de la commune et de ses infrastructures peut être observée sur les différentes représentations cartographiques du territoire : la carte de Cassini (XVIIIe siècle), la carte d'état-major (1820-1866) et les cartes ou photos aériennes de l'IGN pour la période actuelle (1950 à aujourd'hui).

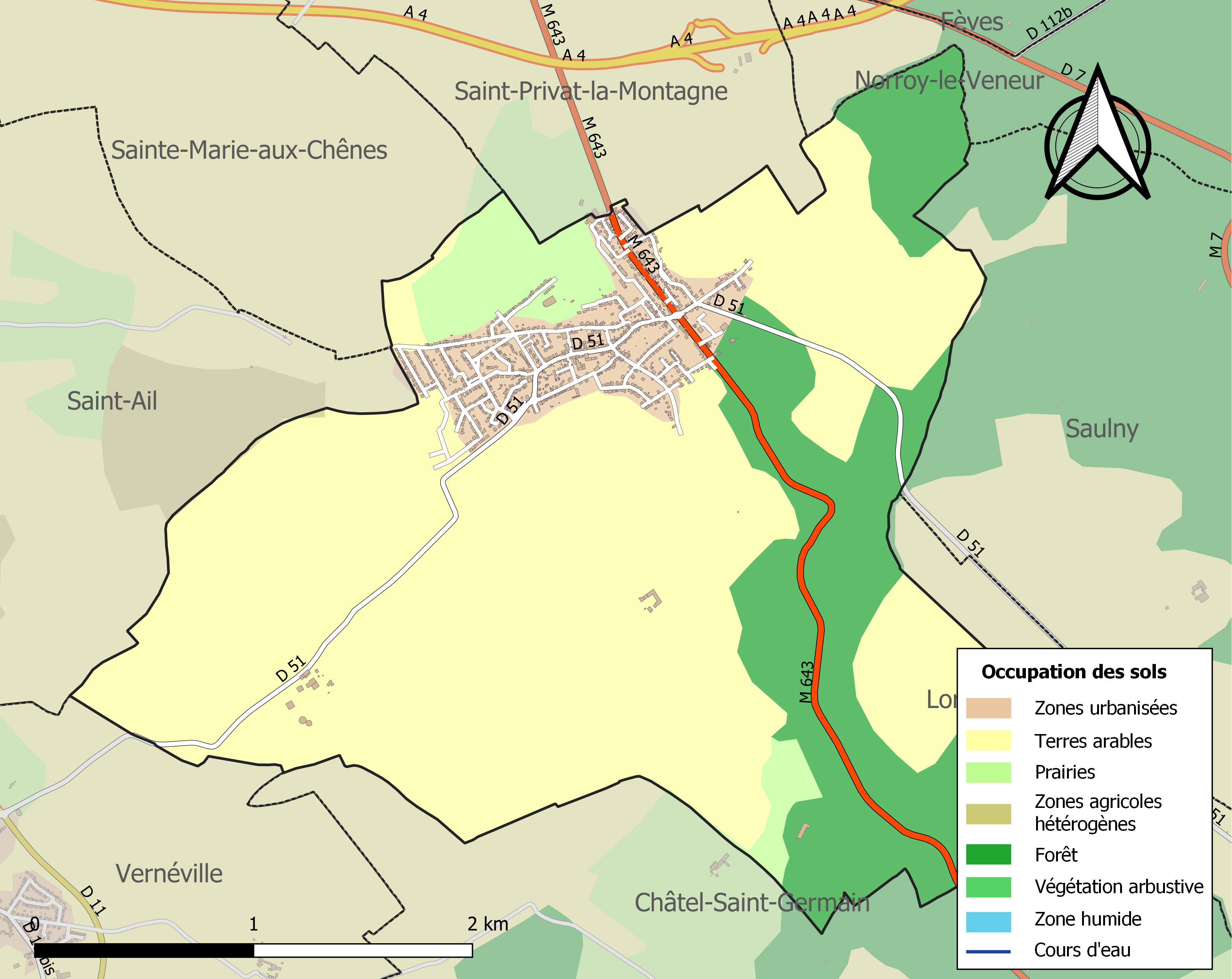
Carte des infrastructures et de l'occupation des sols de la commune en 2018 (CLC).

 Le jour même, les troupes du général Walther Krause prennent position sur une ligne de front allant de Pagny-sur-Moselle à Mondelange, en passant à l’ouest de Metz par Chambley, Mars-la-Tour, Jarny et Briey. Après un premier repli opéré le 6 septembre 1944 sur Saint-Privat et Amanvillers, les lignes allemandes s'appuient maintenant solidement sur les forts du secteur, en particulier sur le Groupe fortifié Lorraine, ou Feste Lothringen, et sur les positions fortifiées des carrières d'Amanvillers, ou Steinbruch-Stellung, Kellermann, ou Wolfsberg-Stellung, Richepance, ou Batterie Vemont et Canrobert, ou Horimont-Stellung. Le secteur d’Amanvillers - Saint-Privat est tenu au nord par le 1010e Sicherungs-Regiment du colonel Richter de la 462e Infanterie-Division et au sud par les Fahnenjunker de la Fahnenjunkerschule VI des Heeres "Metz" sous les ordres du colonel SS Siegroth.  La ligne de fortifications du secteur allant de Gravelotte à Semécourt, qui se composait d'un mur discontinu de trois de haut et 10 mètres de large, renforcé par quatre forts, le tout recouvert à l'ouest par une ligne d'avant-postes, de tranchées, de barbelés, et de positions de mitrailleuses, semble imprenable.
Le 9 septembre 1944 au matin, l’artillerie américaine commence un tir de barrage sur les positions allemandes identifiées, préparant le terrain à l’infanterie et aux blindés de la Task Force McConnell. Arrivées dans le bois de Bois de Jaumont les troupes américaines du 2e Infantry Regiment sont prises sous le feu du fort Kellermann. La journée s'achève sur un constat d'échec pour le colonel Roffe, qui déplore des pertes élevées pour « 20 odd forts », vingt forts « dépareillés ». Le colonel Roffe du 2e Infantry regiment réclame alors l'appui de l'aviation au général Silvester. Le 10 septembre, trois escadrilles de chasseurs-bombardiers déversent leurs bombes sur le secteur est d'Amanvillers, où sont groupées les fortifications. Les P-47 atteignent leurs cibles, mais les bombes de 500 livres ont peu d'effet sur le béton armé des ouvrages fortifiés et les dégâts collatéraux sont considérables à Amanvillers. L'attaque d'infanterie, lancée immédiatement après ce bombardement aveugle, s’arrête à bout de souffle trois heures plus tard. Le 10 septembre 1944, le commandant de la 7e division blindée accepte de prendre position près de Roncourt, afin de soutenir une nouvelle attaque du 2e Infantry regiment. Le 11 septembre 1944, à 6 h 30, les chars font route vers Pierrevillers, essuyant au passage des tirs sporadiques. Mais ils tombent finalement sur un barrage routier antichar, sous le feu de canons antichars camouflés et difficilement localisables. L'infanterie arrive cependant à prendre position sur les pentes boisées, au nord-ouest du village de Bronvaux, trop loin de l'objectif pour soutenir le 2e Infantry Regiment. Malgré plusieurs contre-attaques de la 462e Volks-Grenadier-Division, les troupes américaines arrivent à reprendre du terrain en fin de journée, après un barrage roulant d'artillerie visant les ouvrages fortifiés du secteur, et utilisant des obus fumigènes en couverture. Le 1er bataillon de la Task force, durement touché par les tirs d'artillerie de la 462e Volks-Grenadier-Division et par les tirs précis d'armes légères, doit se retirer avec difficulté derrière un écran de fusées fumigènes, à plus de cinq cents mètres d'Amanvillers. Vers 14h00, une nouvelle frappe aérienne sur Amanvillers ne permet pas à l'infanterie de progresser, le village étant trop proche des fortifications du secteur pour être pris en totalité.
Le 13 septembre 1944, l'état-major américain redéploie ses troupes sur la ligne de front pour concentrer son attaque sur les ouvrages fortifiés. Mais le 2eInfantry Regiment échoue encore. Deux régiments américains renforcés par des compagnies du génie de la 90e Infantry Division prennent la relève dans le secteur : le 357e Infantry Regiment du Colonel Barth prend position le long du bois de Jaumont, à l'Est de Saint-Privat, le 359e Infantry Regiment du colonel Bacon prend position à l'est de Gravelotte. Le 15 septembre une attaque est prévue sur le secteur des ouvrages Canrobert et Kellermann au nord et Jeanne-d’Arc au sud du secteur. L’approche est difficile, les soldats allemands se défendant pied à pied. Les bazookas américains étant sans effet surs les casemates bétonnées, des chars suivis de sections armées de lance-flammes se jettent sur les premières lignes allemandes, ne parvenant qu’à les neutraliser, sans les prendre. Le général McLain comprend alors qu’une attaque frontale du secteur est vouée à l’échec et ordonne à ses troupes de maintenir la pression sur les postes avancés de la 462e Volks-Grenadier-Division, sans attaquer frontalement les forts Jeanne-d’Arc et Lorraine Devant la pugnacité des troupes d’élite de la 462e Volks-Grenadier-Division, le général McLain décide de suspendre les attaques, en attendant de nouveaux plans de l’état-major de la 90e Infantry Division.
Après un mois d'accalmie, le 9 novembre 1944, pas moins de 1 299 bombardiers lourds B-17 et B-24 déversent 3 753 tonnes de bombes, de 1 000 à 2 000 livres, sur les ouvrages fortifiés et les points stratégiques situés dans la zone de combat de la IIIe armée. La plupart des bombardiers ayant largué leurs bombes sans visibilité, à plus de 20 000 pieds, les objectifs militaires ont souvent été manquées, faisant de nouveau des dégâts collatéraux. Le village sera de nouveau durement touché. Cinq jours plus tard, à l'aube du 14 novembre 1944, les tirs des obusiers de 105-mm du 359e Field Artillery Battalion annoncent une nouvelle attaque américaine. Ils ouvrent le feu sur le secteur situé de part et d'autre du Groupe fortifié Jeanne-d'Arc, entre le fort François-de-Guise et le fort Driant, afin d'ouvrir la voie au 379e Infantry Regiment dont l’objectif est d’atteindre la Moselle. L’attaque sera cette fois couronnée de succès, libérant enfin le secteur d'Amanvillers.
Comme après chacune des destructions, le village a pu être reconstruit. Destruction ne fut pas synonyme de décadence, mais de renaissance. En effet, une croissance continue de la population s’observe depuis 1870 : 266 habitants en 1800, 317 en 1870, 628 en 1905, 663 en 1910. Après un léger fléchissement qui fut général, 514 habitants en 1940, la courbe a repris son ascension dès 1946, pour dépasser aujourd’hui les 1 900 habitants : 1947 au dernier recensement de 1999. Aujourd'hui, Amanvillers compte environ 2 200 habitants.

## Politique et administration
| Période                                  | Période   | Identité               | Étiquette | Qualité       |
| ---------------------------------------- | --------- | ---------------------- | --------- | ------------- |
| Les données manquantes sont à compléter. |           |                        |           |               |
| 1960                                     | mars 2001 | Serge Gauche           | PS        |               |
| mars 2001                                | mars 2014 | Pierre Keller          | DVG       |               |
| mars 2014                                | En cours  | Frédérique Login-Boury | SE        | Fonctionnaire |

## Population et société

### Démographie
L'évolution du nombre d'habitants est connue à travers les recensements de la population effectués dans la commune depuis 1793. Pour les communes de moins de 10 000 habitants, une enquête de recensement portant sur toute la population est réalisée tous les cinq ans, les populations de référence des années intermédiaires étant quant à elles estimées par interpolation ou extrapolation. Pour la commune, le premier recensement exhaustif entrant dans le cadre du nouveau dispositif a été réalisé en 2007.

En 2022, la commune comptait 2 154 habitants, en évolution de −1,01 % par rapport à 2016 (Moselle : +0,52 %, France hors Mayotte : +2,11 %).
| 1793 | 1800 | 1806 | 1821 | 1836 | 1841 | 1861 | 1866 | 1871 |
| ---- | ---- | ---- | ---- | ---- | ---- | ---- | ---- | ---- |
| 248  | 267  | 271  | 242  | 252  | 266  | 322  | 317  | 293  |

| 1875 | 1880 | 1885 | 1890 | 1895 | 1900 | 1905 | 1910 | 1921 |
| ---- | ---- | ---- | ---- | ---- | ---- | ---- | ---- | ---- |
| 455  | 523  | 552  | 535  | 531  | 595  | 628  | 663  | 514  |

| 1926 | 1931 | 1936 | 1946 | 1954 | 1962 | 1968  | 1975  | 1982  |
| ---- | ---- | ---- | ---- | ---- | ---- | ----- | ----- | ----- |
| 513  | 531  | 514  | 168  | 491  | 846  | 1 043 | 1 235 | 1 456 |

| 1990  | 1999  | 2006  | 2007  | 2012  | 2017  | 2022  | - | - |
| ----- | ----- | ----- | ----- | ----- | ----- | ----- | - | - |
| 1 784 | 1 934 | 2 117 | 2 143 | 2 196 | 2 161 | 2 154 | - | - |

### Sports
- Parcours de santé à l’entrée du bois de Montvaux.
- (2) Parcs de jeux pour enfants.
- Piste pour bouliste au bas de la rue de Champagne.
- Gymnase (Dojo, Grande Salle (terrain de foot, handball, volley, tennis…).
- (2) Terrains de tennis[réf. souhaitée] restreint d'accès.
- (2) Terrains de tennis[réf. souhaitée] libre d'accès.
- (2) Terrains de football[réf. souhaitée]

## Culture locale et patrimoine

### Lieux et monuments

#### Édifices civils

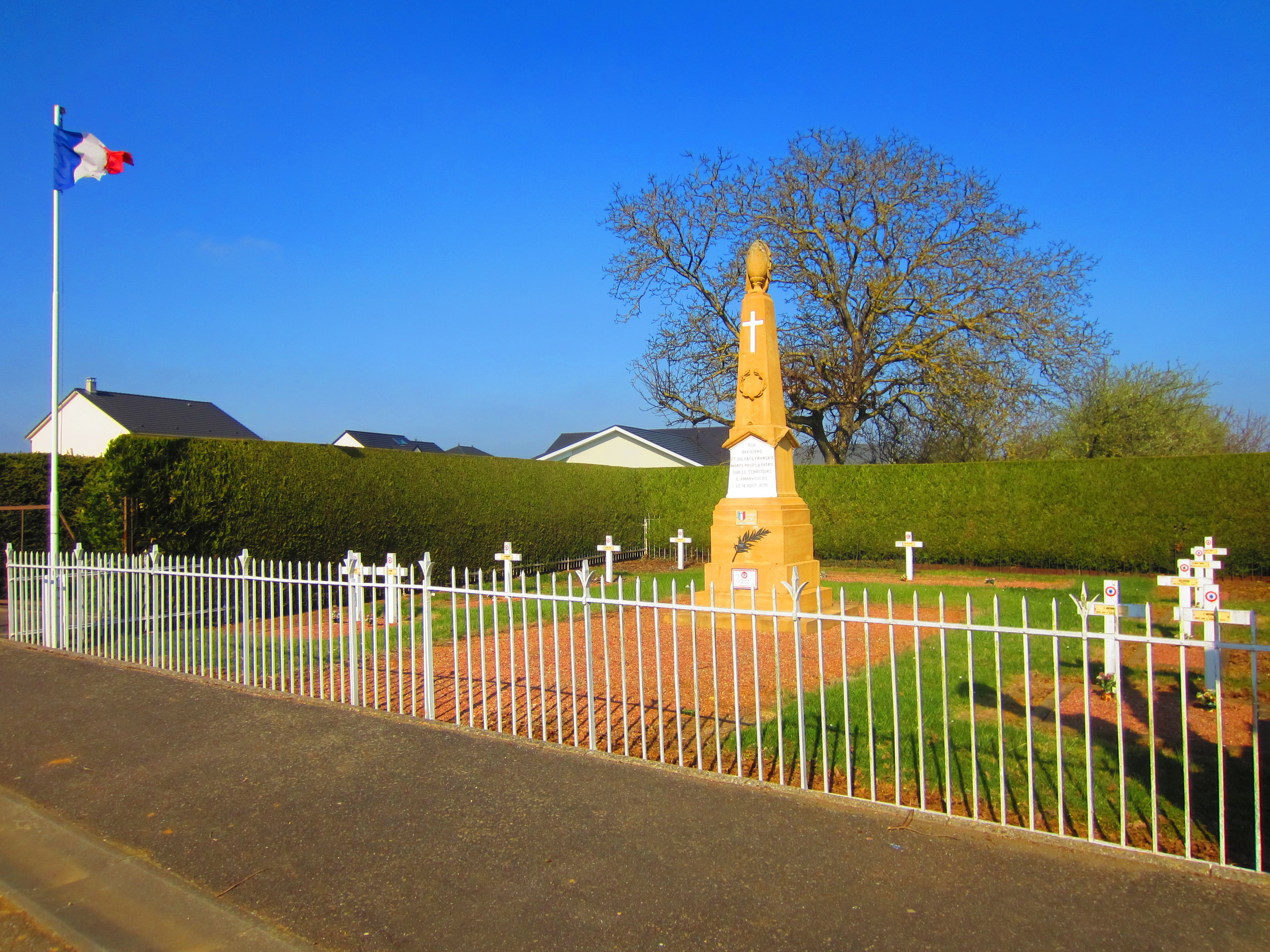
Cimetière militaire français.

- Vestiges romains dans la forêt d’Amanvillers ;
- Traces du château de Montigny-la-Grange (mur de soutènement), détruit en 1944 (combats de la Libération) ; première mention en 1403, le propriétaire est Pierre Renguillon ; reconstruit en 1597 par Jean Gauvain ;
- Cimetière militaire français ;
- Cimetière militaire allemand ;
- Statue Le Géant réalisée par André Forfert devant le stade de football.

### Édifices religieux
- Église Saint-Clément de style néogothique, construite en 1895, est démolie en 1944 puis reconstruite après 1950. Elle possède des vitraux de Camille Hilaire.
- Temple protestant réformé, construit en 1906 (détruit).

### Héraldique
| Blason de Amanvillers | Blason  | De gueules à la fleur de lis d'argent florencée de deux palmes de sinople, accompagnée de trois molettes d'or, percées d'argent. |
| Blason de Amanvillers | Détails | Adopté le 2 novembre 1949. |

## Pour approfondir